# Щетинін Олександр Костянтинович
Олекса́ндр Костянти́нович Щети́нін (рос. Александр Константинович Щетинин; нар. 27 серпня 1962 — пом. 27 серпня 2016, Київ, Україна) — російсько-український журналіст, засновник інформаційного агентства «Новий регіон». Після погіршення відносин між Україною та Росією, Щетинін набув українського громадянства, та позбувся російського «в знак протесту проти війни, розв'язаної Росією» та протесту проти позиції російських громадян, які підтримували розв'язану їх країною війну. В ніч з 27 на 28 серпня 2016 року журналіст був знайдений мертвим у своїй квартирі в Києві.

## Життєпис

### Переїзд до України
Олександр Щетинін переїхав до Києва у 2005 році. Після переїзду заснував українську редакцію російського інформаційного агентства РІА «Новий Регіон». Після початку російської збройної агресії подав документи на набуття українського громадянства та позбувся російського.
Був членом Національної спілки журналістів України.

### Обставини загибелі
27 серпня 2016 року Щетиніну виповнилося 54 роки. За попередніми даними, в цей день журналіст вимкнув телефон і не відповідав на поздоровлення у соціальних мережах. Це змусило друга журналіста, Ольгу Мещерякову, завітати до іменинника в гості, проте двері ніхто не відчинив. За словами Мещерякової, невдовзі вона отримала прощальний лист від свого друга, в якому він пообіцяв викурити останню сигарету та застрелитися.
| Передсмертний лист надісланий до Мещерякової (Ті частини, які були опубліковані) |
| --- |
| Я дуже радий, що ти приходила. На жаль, я так і не зміг нічого придумати з роботою. Не відчинив я двері саме тому. Прости мене за все. Нехай наші хлопці і всі, кого я підвів, мене теж пробачать. Найкращий вихід для мене в цій ситуації — піти з життя. Це не зараз вирішилося. Я змастив і перевірив пістолет ще десять днів тому. І всі ці дні я не міг зважитися. Відкладав. Мужності не вистачало. Я всі ці дні писав листи. Але потім так нічого не відправив. Занадто багато адресатів. Мені просто дуже соромно перед усіма. Тому я прийняв саме таке рішення. Якщо коли-небудь вийде у тебе, скажи моїм дочкам, що я дуже сумував за ним до останнього. Але 4,5 роки без них були нестерпні. Це і є головна причина мого рішення. Їм я написав короткого листа в їхній ВК ще в середу. Те, що я дожив до сьогоднішнього дня, просто непорозуміння. І ще одне. Я до останнього був пристрасно і ніжно закоханий в Україну і її людей. Коли все вляжеться, напиши про це. Зрозумій, я прийняв найкраще з усіх варіантів рішення. Дуже довго все обмірковував. Зараз на балконі. Випалю останню сигарету, і мене не стане. Сьогодні мене привітала в «лічку» незвичайна кількість людей. Я все прочитав. Але змінити вже нічого не можна. Вибач. І нехай мене всі пробачать. Не вистрілив я в себе 24-го тільки тому, щоб не псувати всім найкраще свято — День незалежності. Всіх дуже ніжно люблю. Говори їм завжди про це. |

Тіло журналіста знайшли на балконі його квартири в Києві друзі. Щетинін з вогнепальним пораненням голови сидів на стільці, біля нього лежав пістолет. Двері в квартиру були зачинені. За попередньою інформацією, смерть журналіста настала 27 серпня в період від 20:00 до 21:30. Під час огляду місця події поліцейськими були вилучені стріляна гільза, травматичний пістолет, магазини до пістолета, а також передсмертна записка. Речник Міністерства внутрішніх справ Артем Шевченко заявив, що, за даними судмедексперта, «на тілі немає жодних ознак, які б свідчили про насильницький характер злочину». Правоохоронці розглядають дві версії загибелі журналіста — умисне вбивство та самогубство.
Серед близьких друзів Щетиніна не всі повірили у версію про самогубство, деякі пов'язують смерть журналіста з його професійною діяльністю. Інші вважають, що фінансові проблеми, розлучення з сім'єю та депресія призвели до самогубства.

## Цитати
- |                                                                                                      | Багато років я є категоричним противником нинішньої фашистської диктатури в Росії. Путін - мій особистий ворог. Я завжди вірив, що диктатуру ми зможемо перемогти, а Росія буде вільною |
| — Щетинін Олександр Костянтинович, Інтерв'ю російській редакції Радіо Свобода // 21 червня 2014 року | |